# Kanivșciîna, Prîlukî
Kanivșciîna (în ucraineană Канівщина) este localitatea de reședință a comunei Kanivșciîna din raionul Prîlukî, regiunea Cernihiv, Ucraina.

## Demografie
Componența lingvistică a localității Kanivșciîna
     Ucraineană (97,41%)
     Rusă (1,6%)
     Alte limbi (0,4%)
Conform recensământului din 2001, majoritatea populației localității Kanivșciîna era vorbitoare de ucraineană (97,41%), existând în minoritate și vorbitori de rusă (1,6%).